# 長谷寺 (堺市)
長谷寺（はせでら）は、大阪府堺市堺区にある真言宗豊山派の寺院。

## 歴史
奈良長谷寺の建立後、聖武天皇の勅願により諸国に建立された新長谷寺のうち最初の寺とされ、天平勝宝5年（753年）に徳道上人によって開かれたと伝わる。 
かつては荘厳な堂宇と塔頭六坊を有する大伽藍であったが、相次ぐ戦禍や港堺と共に早くから開化の波に変貌を余儀なくされ、境内はその度に狭められたようである。
昭和20年の堺大空襲で廃墟と化した。幸いにも観音像は疎開してあり、近年鉄筋コンクリートの本堂に改築、安置され現在に至る。

## 文化財
大阪府指定文化財
- 和泉長谷寺縁起 - 室町時代[2]

## 札所
和泉西国三十三箇所
9 法華寺　--　10 長谷寺　--　11 念仏寺

## 交通
- 阪堺線宿院駅から徒歩5分